# Place des Lices, Saint-Tropez
Place des Lices, Saint-Tropez est un tableau réalisé par le peintre français Paul Signac en 1893. Cette huile sur toile divisionniste est un paysage urbain qui représente la place des Lices, à Saint-Tropez, dans le Var. Sa composition inclut un homme en chapeau assis sur un banc public à l'ombre des grands arbres. L'œuvre est conservée dans les collections du Carnegie Museum of Art, à Pittsburgh, en Pennsylvanie, aux États-Unis.